# Crazy Arm
Crazy Arm is een Engelse punkrockband uit Devon, bestaande uit zanger Darren Johns, gitarist Jon Dailey, drummer Simon Marsh, bassist Tim Rowing-Parker, zangeres Victoria Butterfield en toetsenist Patrick James Pearson. De muziek van Crazy Arm wordt door de band zelf omgeschreven als een mengeling van hardcore punk, protestmuziek, folk en country.

## Thema's
De nummers van Crazy Arms hebben veelal een linkse inslag. Thema's die veel in teksten voorkomen zijn onder andere dierenrechten, mensenrechten, anti-fascisme en atheïsme.

## Discografie

### Albums
- Born To Ruin (2009) Gunner Records
- Union City Breath (2011) Gunner Records

### Singles
- Ambertown (2010) Gunner Records